# クリスティアン・フリードリヒ・レッシング
クリスティアン・フリードリヒ・レッシング（Christian Friedrich Lessing、1809年8月10日 - 1862年3月13日）はドイツの医師、植物学者である。シベリアなどの植物を研究した。

## 略歴
ヴァルテンベルク（現在のポーランドのシツフ）に生まれた。一族に有名な詩人、ゴットホルト・エフライム・レッシング(1729-1781)のいる家系で、父親はワルシャワの検事総長を務めた人物で、兄のカール・フリードリヒ・レッシングは有名な画家となった。
1832年に著書、『ヒマワリ科の概要』"Synopsis Generum Compositarum ..."（当時はキク科は Compositae として知られていた）を発表した。ラップランドやシベリアに採集旅行を行い、シベリア中部のクラスノヤルスクで没した。
キク科の植物の属名、Lessingiaはレッシングに因んで命名された。

## 著作
- Reise durch Norwegen nach den Loffoden durch Lappland und Schweden. Mylius, Berlin 1831.
- De generibus cynarocephalarum atque speciebus generis arctotidis: Dissertatio inauguralis botanica. Trowitzsch, Berlin 1832 (Dissertation, Universität Berlin, 1832).
- Synopsis generum Compositarum earumque dispositionis novae tentamen monographiis multarum capensium interjectis. Duncker & Humblot, Berlin 1832.